# ヴィータ (イタリア)
ヴィータ（イタリア語: Vita）は、イタリア共和国シチリア州トラーパニ県にある、人口約1,900人の基礎自治体（コムーネ）。

## 地理

### 位置・広がり
トラーパニ県中部のコムーネ。

#### 隣接コムーネ
隣接するコムーネは以下の通り。
- カラタフィーミ＝セジェスタ
- サレーミ